# Mainardo (cardinale)
Mainardo (... – Milano, prima dell'8 agosto 1074) è stato un cardinale italiano, noto anche come Mainardo di Silvacandida.

## Biografia
In giovane età entrò nell'Ordine benedettino presso l'abbazia di Montecassino. Fu creato cardinale presbitero nel 1049 da papa Leone IX, anche se alcuni scrittori, tra i quali il Ganzer, affermano che fosse nominato alcuni anni dopo da papa Alessandro II; in ogni caso il suo titolo cardinalizio non è noto. Nel 1058 fu inviato da papa Stefano IX come suo legato a Costantinopoli, assieme a Stefano cardinale di San Crisogono, anch'egli benedettino. Giunti, però, a Bari, vennero raggiunti dalla notizia della morte del papa, Essi decisero, allora, di abbandonare i preparativi per l'imbarco e di recarsi presso il conte Roberto il Guiscardo e chiedere la sua protezione per il ritorno a Cassino, nel timore che i Normanni, alla notizia della morte del papa, li ostacolassero. 
Il 16 maggio 1061 fu nominato vescovo di Silva Candida, l'attuale sede suburbicaria di Porto-Santa Rufina. Sottoscrisse le bolle papali emesse tra il 16 maggio 1061 e il 20 giugno 1068. Probabilmente prese parte all'elezione papale del 1061, che elesse papa Alessandro II.
Dal 1064 e fino alla morte fu abate di Pomposa.
Probabilmente prese parte all'elezione papale del 1073, che elesse papa Gregorio VII.